# Richie Unterberger
Richie Unterberger (ur. 1962 w Filadelfii) – amerykański pisarz, dziennikarz i recenzent muzyczny, znany z publikacji w AllMusic, Mojo, Record Collector i Rolling Stone. Autor kilkunastu książek o tematyce muzycznej (historia rocka) i podróżniczej.

## Życiorys i działalność
Urodził się w 1962 roku w Filadelfii, w rodzinie żydowskiej. W młodości przeszedł ceremonię bar micwy, ale – jak stwierdził w wywiadzie dla Abry Cohen z magazynu J. The Jewish News of Northern California – nie jest praktykującym żydem. W wieku około ośmiu lat zainteresował się zespołem The Beatles i  następnie rock and rollem. Kolejnymi zespołami, którymi się zainteresował, były: The Rolling Stones i Beach Boys, a w szkole średniej: The Byrds, The Doors, Jefferson Airplane, The Kinks, The Animals, The Yardbirds, Buffalo Springfield i The Who. W 1981 i 1982 roku był didżejem/programistą w uczelnianej stacji radiowej. W 1982 roku przeprowadził się do San Francisco. W 1983 roku rozpoczął karierę jako autor tekstów muzycznych, kiedy zaczął recenzować płyty dla magazynu Op. Od 1985 do połowy 1991 roku był redaktorem magazynu Option pisząc dla niego szereg recenzji, a także kilka artykułów. Pod koniec lat 90. poświęcił się pisaniu książek o muzyce.
Jego recenzje i artykuły ukazywały się między innymi w: AllMusic, Rolling Stone, Record Collector i Mojo. Jest autorem kilkuset notatek na wznawianych płytach CD.
Od 2011 roku wykłada historię muzyki rockowej w College of Marin.

### Inspiracje literackie
Do swoich ulubionych pisarzy muzycznych zalicza: Nicholasa Schaffnera, Lenny’ego Kaye’a, Grega Shawa, Johnny’ego Rogana, Marka Lewisohna i Pete’a Frame’a, a do recenzentów płytowych: Petera Doggetta (z magazynu Record Collector) i Marka Paytressa (z Record Collector i z Mojo). Pod względem stylu wzorem dla niego były rockowe autobiografie: Backstage Passes Ala Koopera i X-Ray Raya Daviesa. 

### Książki o muzyce
Lista na podstawie Książki Google:
- Unknown Legends of Rock 'n' Roll: Psychedelic Unknowns, Mad Geniuses, Punk Pioneers, Lo-fi Mavericks & More (1998, wyd. Miller Freeman, ISBN 978-0-87930-534-5)
- Music USA: The Rough Guide – współautor: Samb Hicks (1999, wyd. Rough Guides, ISBN 978-1-85828-421-7)
- Urban Spacemen and Wayfaring Strangers: Overlooked Innovators and Eccentric Visionaries of '60s Rock (2000, Miller Freeman Books, ISBN 978-0-87930-616-8)
- Eight Miles High: Folk-rock's Flight from Haight-Ashbury to Woodstock (2003, Backbeat Books, ISBN 978-0-87930-743-1)
- Turn! Turn! Turn!: The '60s Folk-rock Revolution (2002, Backbeat Books, ISBN 978-0-634-04588-2)
- The Unreleased Beatles: Music & Film (2006, Backbeat Books, ISBN 978-0-87930-892-6)
- White Light/White Heat: The Velvet Underground Day-by-day (2009, Jawbone Press, ISBN 978-1-906002-22-0)
- The Rough Guide to Jimi Hendrix (2009, Rough Guides Limited, ISBN 978-1-4053-8108-6)
- The Experience: Jimi Hendrix at Masons Yard (2010, Insight Editions, ISBN 978-1-60887-005-9)
- Won't Get Fooled Again: The Who from Lifehouse to Quadrophenia (2011, Jawbone Press, ISBN 978-1-906002-35-0)
- White Light / White Heat: Le Velvet Underground au jour le jour (fr.) (2015, Le Mot et le reste, ISBN 978-2-36054-187-4)
- Dylan. Disco per disco (wł.) – współautor: Jon Bream (2016, Il Castello, ISBN 978-88-6520-740-6)
- Fleetwood Mac: The Complete Illustrated History (2017, Voyageur Press, ISBN 978-1-62788-975-9
- Bob Marley a Wailers: kompletní ilustrovaná historie (cz.) – współautorzy: Garth Cartwright, Pat Gilbert, Gillian G. Gaar, Dave Hunter, Harvey Kubernik, Chris Salewicz (2018, Dobrovský s.r.o., ISBN 978-80-7585-025-6)
- Fleetwood Mac: The Complete Illustrated History – What Dreams Are Made Of (2021, Book Sales, Incorporated, ISBN 978-0-7858-3934-7
- In the Groove: The Vinyl Record and Turntable Revolution – współautorzy: Gillian G. Gaar, Martin Popoff, Matt Anniss, Ken Micallef (2023, Motorbooks, ISBN 978-0-7603-8332-2)
- Into the Groove. Vinyl-Kult: Die Geschichte der Schallplatte (niem.) – współautorzy: Gillian G. Gaar, Martin Popoff, Matt Anniss, Ken Micallef (2024, Prestel, ISBN 978-3-7913-8039-1)
- Bob Marley and the Wailers: The Ultimate Illustrated History (2024, Motorbooks, ISBN 978-0-7603-8868-6)

### Książki podróżnicze
- Seattle: The Mini Rough Guide – współautor: Rough Guides (1998, Rough Guides, ISBN 978-1-85828-324-1)
- The Rough Guide to Seattle (2001, Rough Guides, ISBN 978-1-85828-685-3)
- Seattle – współautor: Jeff Dickey (2003, Rough Guides, ISBN 978-1-84353-061-9)
- The Rough Guide to Shopping with a Conscience – współautor: Duncan Clark (2007, Rough Guides)
- San Francisco, Porträt Einer Stadt – współautor: Reuel Golden (2022, Taschen, ISBN 978-3-8365-7485-3)

## Wykształcenie
W latach 1979–1982 studiował na Uniwersytecie Pensylwanii kończąc go ze stopniem Bachelor of Arts.